# Supramoleculaire chemie

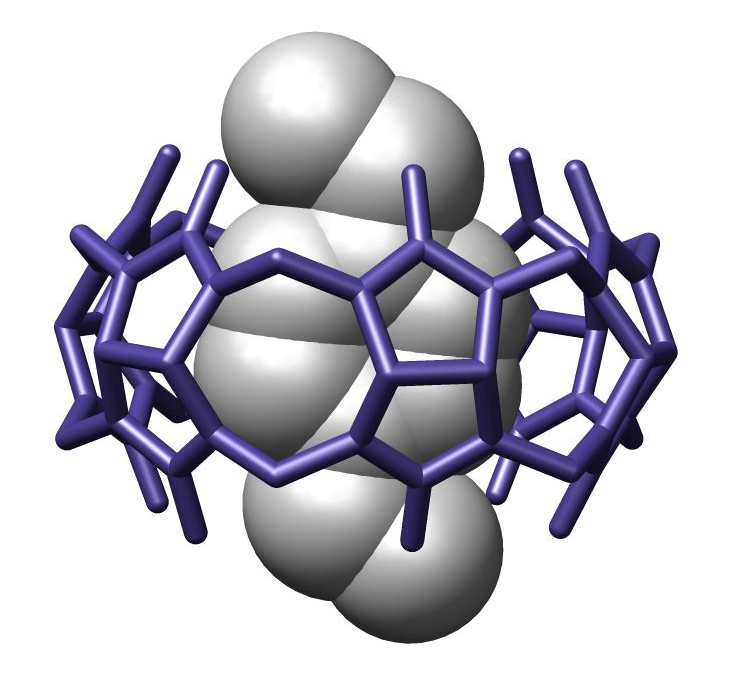
Molecuulmodel van een supramoleculair complex tussen p-xylyleendiammonium (grijs) en een [6]cucurbituril (blauw). Dit is een klassiek voorbeeld van een waard-gast-complex.

De supramoleculaire chemie vormt het deelgebied van de scheikunde dat zich bezighoudt met de studie naar de associatie (ook wel aangeduid als aggregatie of moleculaire assemblage) van relatief kleine moleculaire of ionaire bouwstenen tot grote geordende structuren (supramoleculaire complexen). Het behelst dus het onderzoek naar moleculaire architecturen die het concept molecule overschrijden. De supramoleculaire structuren worden bij elkaar gehouden door niet-covalente bindingen (intermoleculaire krachten), zoals elektrostatische interacties, vanderwaalskrachten, waterstofbruggen, metaalioncoördinatie, pi-pi-interacties en hydrofobe interacties. De supramoleculaire chemie is een multidisciplinair onderzoeksgebied dat gebruikmaakt van kennis uit de organische, anorganisch, fysische en analytische chemie, alsook uit de biologie, technologie en computationele wetenschappen (moleculaire modellering en computationele chemie).
Voor hun bijdrage aan dit onderzoeksgebied hebben Donald J. Cram, Jean-Marie Lehn en Charles Pedersen in 1987 de Nobelprijs voor de Scheikunde gekregen.

## Supramoleculaire structuren in de natuur
Moleculaire assemblages komen veelvuldig in de natuur voor: zo is het DNA opgebouwd uit 2 oligonucleotiden, die door middel van waterstofbruggen en pi-pi-interacties van de nucleobasen bij elkaar worden gehouden. Ook proteïnen kunnen gezien worden als natuurlijk voorkomende supramoleculaire structuren (wat betreft de tertiaire en quaternaire structuur). Daar spelen vooral de waterstofbruggen een belangrijke rol. Het is voornamelijk de biologische invalshoek die veel heeft bijgedragen tot bepaalde ontwikkelingen binnen de supramoleculaire chemie.

## Types supramoleculaire complexen
Het belangrijkste type complex is een zogenaamd waard-gast-complex (Engels: host-guest-complex). Donald Cram beschrijft het waard-gast-complex als volgt:

Deze complexen bestaan uit twee of meer moleculen of ionen, waarvan de supramoleculaire structuur door andere interacties dan die van covalente bindingen in stand gehouden worden. (...) Onder deze interacties vallen waterstofbruggen, ionaire bindingen, zuur-base-wisselwerkingen, metaal-ligand-wisselwerkingen, vanderwaalskrachten en hydrofobe interacties.

De meeste waard-gast-complex bevatten een macrocyclische verbinding, zoals een kroonethers, een cryptand, een cyclodextrine, een calixareen of een cucurbituril.
Daarnaast zijn enkele anorganische supramoleculaire structuren, zoals zeolieten en polyoxovanadaten, onderwerp van onderzoek.